# Chen Ran
Chen Ran (en xinès tradicional: 陳染; en xinès simplificat: 陈染; en pinyin: Chén Rǎn; nascuda a Pequín l'abril de 1962) és una escriptora xinesa que es troba a l'avantguarda de la literatura xinesa contemporània. La major part de les seves obres foren publicades cap a la dècada dels 90 del segle XX i habitualment tracten el femenisme des del punt de vista xinès.

## Vida personal
Quan era petita estudià música, però al arribar a la majoria d'edat els seus interessos se centraren en la literatura. Els seus pares es divorciaren quan ella estava estudiant a l'institut. Des d'aquell moment Chen Ran visqué amb la seva mare. Actualment viu i treballa a Pequín, ciutat que també la veié néixer.

## Formació
Chen estudià llengua i literatura a la Beijing Normal University entre 1982 i 1986, graduant-se amb 23 anys. Després d'acabar la carrera romangué a la universitat com a professora durant quatre anys i mig. També viatjà amb programes d'intercanvi com a acadèmica fins a l'australiana Melbourne University, a la Humboldt-Universität de Berlín, a Londres, Oxford i Edinburgh. Entre 1987 i 1989 també publicà diverses col·leccions d'històries curtes de caràcter surrealista, existencialista i amb fortes filiacions filosòfiques.

## Carrera professional
Des de molt aviat començà a publicar en revistes com Literature of the People o Journal of Poetry. Ha publicat diverses col·leccions de relats breus i és membre de l'Associació Xinesa d'Escriptors. Així mateix, també ha obtingut nombrosos premis, com ara el primer premi de dones escriptores a la Xina actual. Les seves històries han rebut una gran acollida i una crítica molt positiva des de sectors femenins, així com el món editorial relacionat amb la cultura en general durant la dècada dels 90 del segle xx. Les feministes xineses elogien la consciència de gènere de la seve obra, així com la introducció en el món de la literatura de l'experiència privada de les dones, incloent-hi, per exemple, casos com l'amor o afecció entre dones homosexuals. Chen ha parlat també del complex d'Electra i de les relacions entre mares i filles.
La publicació de les seva primera novel·la el 1996,Vida privada (私人生活), provocà un debat força tens en cerles literaris xinesos. Chen Ran té un estil a l'hora d'escriure molt personal i obert, fet que li ha suposat que alguns crítics literaris hi interpretin una orientació excessiva al nou mercat de consum de masses. La pel·lícula Yesterday's Wine, el vi d'ahir, està basada en una de les seves històries curtes que es titula de la mateixa manera. De fet, el film fou escollit per participar en la mostra de la IV Conferència Mundial sobre les Dones que se celebrà a Pequín el 1995.
Pel que fa les temàtiques que aborda Chen Ran, ella cerca sovint una exploració de la introspecció i la identitat femenina, la malaltia o també la confluència de contraris, com la realitat i la fantasia. Les seves protagonistes viuen alguns dels esdeveniments històrics que ella presencià com ara la Revolució Cultural o els fets de Tian'anmen.

## Crítiques
Chen Ran és una de les escriptores més polèmiques en el panorama literari actual. És ella qui centra de vegades el debat al voltant de l'anomenada escriptura femenina i l'escriptura personal. Si bé el govern xinès no ha prohibit mai les seves obres, sí que és cert que sempre ens trobem una crítica velada, una crítica moral que pesa sobre les seves obres. Alguns crítics literaris l'han acusada de narcissista i solipsisme en articles de tipus acadèmic. A Private Life, per exemple, ha estat acusada d'exhibicionista ja que Chen admet obertament escriure des de la pròpia experiència.

## Publicacions destacades
- Private Life (私人生活; Sīrén shēnghuó), 1996 (primera novel·la).
- Brindis amb el passat (與往事乾杯; Yǔ wǎngshì gānbēi), 2001.
- Enlloc per acomiadar-se (無處告別, Wú chù gàobié), 2005.